# Inde aux Jeux paralympiques d'été de 2016
L'Inde participe aux Jeux paralympiques d'été de 2016 à Rio de Janeiro. Il s'agit de la onzième participation de ce pays aux Jeux paralympiques d'été.